# Pedro Marques
Pedro David Rosendo Marques (Lissabon, 25 april 1998) is een Portugees voetballer die bij voorkeur als aanvaller speelt. Hij verruilde in de zomer van 2024 N.E.C. voor Apollon Limasol, waar hij het seizoen ervoor ook al op huurbasis speelde.

## Carrière

### Sporting CP
Marques debuteerde in het profvoetbal in de Segunda Liga namens Sporting B op 14 augustus 2016 in de met 1-2 gewonnen uitwedstrijd tegen Sporting Covilhã. Hij kwam voor de B-ploeg tot 10 goals in 37 wedstrijden en speelde één wedstrijd voor het eerste elftal van Sporting, in het UEFA Europa League-duel met het Oekraïense Vorskla Poltava.

#### FC Dordrecht en FC Den Bosch
In de zomer van 2019 werd Marques voor één jaar verhuurd aan FC Dordrecht. Voor de winterstop kwam hij tot zes goals en zeven assists in negentien wedstrijden. Begin 2020 werd hij teruggezet naar het beloftenteam en werd de samenwerking vervolgens beëindigd. Marques werd hierna tot het einde van het seizoen 2019/20 verhuurd aan FC Den Bosch. Daar kwam hij in zeven wedstrijden tot acht goals en twee assists, alvorens het seizoen voortijdig werd beëindigd door corona. Hij scoorde zijn eerste hattrick namens FC Den Bosch in de met 6-4 verloren wedstrijd tegen Excelsior. Met 14 goals dat seizoen eindigde hij vijfde op de topscorerslijst van de competitie, onder Robert Mühren (SC Cambuur, 26), Reda Kharchouch (Telstar, 20), Anthony van den Hurk (MVV Maastricht, 17) en Ralf Seuntjens (De Graafschap, 16).

#### Opnieuw verhuurd
In de seizoenen erop werd Marques verhuurd aan Gil Vicente, waar hij zeven doelpunten maakte in zestien doelpunten. Het seizoen erna werd hij verhuurd aan FC Famalicão, waar hij slechts twee goals maakte, beide in het bekerduel met FC Penafiel.

### N.E.C.
Op 21 juni 2022 tekende Marques een contract voor drie seizoenen bij N.E.C.. Op 7 augustus maakte hij zijn debuut in de met 0-1 verloren thuiswedstrijd tegen FC Twente. Op 10 september maakte hij zijn in het 1-1 gelijkspel met Fortuna Sittard in de 94'ste minuut zijn eerste goal voor de club. Op 13 november scoorde hij als invaller tweemaal in de 6-1 overwinning op RKC Waalwijk. Hij scoorde eenmaal in de 4-4 tegen Feyenoord voor de beker, waardoor hij in elke bekerwedstrijd dat seizoen had gescoord. Hij kwam in zijn eerste seizoen tot acht goals voor N.E.C. Door de komst van Koki Ogawa en Bas Dost werd hij in zijn tweede seizoen derde spits bij N.E.C.

### Apollon Limassol
Op 14 september 2023 werd Marques voor een seizoen verhuurd aan de Cypriotische club Apollon Limassol, dat tevens een optie tot koop had bedongen. In zijn vierde wedstrijd scoorde hij een hattrick voor zijn nieuwe club. Na zes wedstrijden stond Marques dan ook al op vijf doelpunten. Na achttien goals en zes assists in 36 wedstrijden maakte Apollon Limassol op 16 mei 2024 bekend dat het de optie tot koop in het contract van Marques gelicht had. Hij tekende een contract voor twee seizoenen tot de zomer van 2026 bij Apollon.

## Statistieken

### Beloften
| Seizoen         | Club            | Competitie      | Competitie | Competitie |
| Seizoen         | Club            | Competitie      | Wed.       | Dlp.       |
| --------------- | --------------- | --------------- | ---------- | ---------- |
| 2016/17         | Sporting B      | Segunda Liga    | 8          | 3          |
| 2017/18         | Sporting B      | Segunda Liga    | 29         | 7          |
| 2020/21         | Sporting B      | Campeonato      | 11         | 9          |
| Beloften totaal | Beloften totaal | Beloften totaal | 48         | 19         |

### Senioren
| Seizoen                   | Club              | Competitie      | Competitie | Competitie | Beker | Beker | Overig | Overig | Totaal | Totaal |
| Seizoen                   | Club              | Competitie      | Wed.       | Dlp.       | Wed.  | Dlp.  | Wed.   | Dlp.   | Wed.   | Dlp.   |
| ------------------------- | ----------------- | --------------- | ---------- | ---------- | ----- | ----- | ------ | ------ | ------ | ------ |
| 2018/19                   | Sporting CP       | Primeira Liga   | 0          | 0          | 0     | 0     | 1      | 0      | 1      | 0      |
| 2019/20                   | → FC Dordrecht    | Eerste divisie  | 19         | 6          | 2     | 0     | –      | –      | 21     | 6      |
| 2019/20                   | → FC Den Bosch    | Eerste divisie  | 7          | 8          | 0     | 0     | –      | –      | 7      | 8      |
| 2020/21                   | Sporting CP       | Primeira Liga   | 0          | 0          | 1     | 0     | 0      | 0      | 1      | 0      |
| 2020/21                   | → Gil Vicente     | Primeira Liga   | 15         | 5          | 1     | 2     | –      | –      | 16     | 7      |
| 2021/22                   | → FC Famalicão    | Primeira Liga   | 11         | 0          | 3     | 2     | –      | –      | 14     | 2      |
| 2022/23                   | N.E.C.            | Eredivisie      | 30         | 5          | 3     | 3     | 0      | 0      | 33     | 8      |
| 2023/24                   | N.E.C.            | Eredivisie      | 3          | 0          | 0     | 0     | 0      | 0      | 3      | 0      |
| 2023/24                   | → Apollon Limasol | A Divizion      | 31         | 13         | 5     | 5     | 1      | 0      | 36     | 18     |
| 2024/25                   | Apollon Limasol   | A Divizion      | 0          | 0          | 0     | 0     | 0      | 0      | 0      | 0      |
| Senioren totaal           | Senioren totaal   | Senioren totaal | 116        | 37         | 15    | 12    | 2      | 0      | 132    | 49     |
| Carrièretotaal            | Carrièretotaal    | Carrièretotaal  | 164        | 56         | 15    | 12    | 2      | 0      | 180    | 68     |
| Bijgewerkt op 16 mei 2024 |                   |                 |            |            |       |       |        |        |        |        |

## Interlands
Marques kwam uit voor de jeugdelftallen van Portugal onder 18 (twee wedstrijden, twee goals), onder 19 (acht wedstrijden, twee goals) en onder 20 (zes wedstrijden).